# Tecnomoto
Tecnomoto is een historisch merk van motorfietsen
Tecnomoto s.r.l., Vignola, Modena. 
Italiaans merk dat in 1968 begon met de productie van weg-, terrein- en crossmotoren, die meestal werden aangedreven door 123 cc ( Zundapp blok ). Ook werden er bromfietsen gemaakt (met een 50cc.
miniatuur Franco Morini ) en 78cc blokken gebruikt. Er is mogelijk een relatie met het merk TM.